# Villa Medicea La Magia

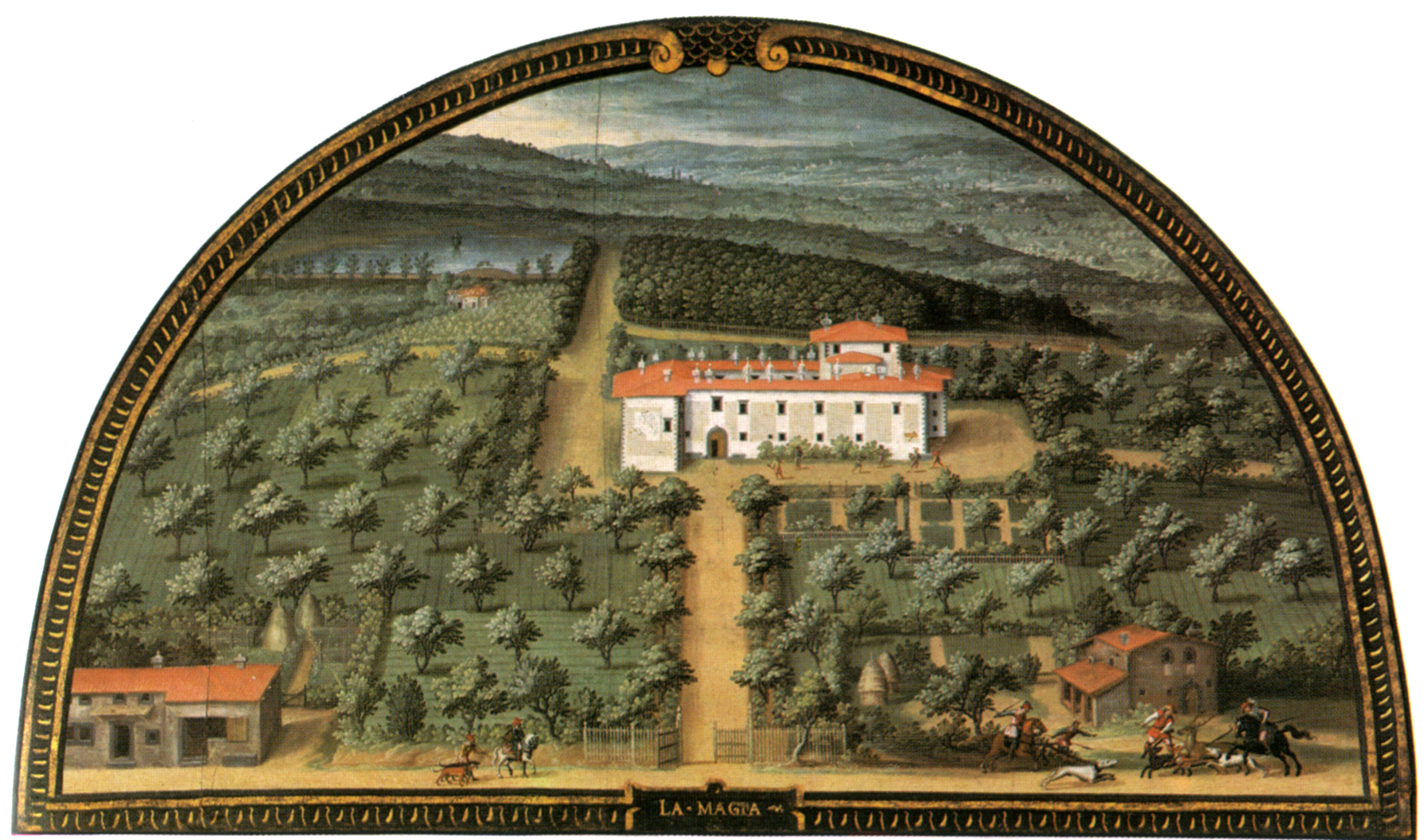
La Magia, médaillon de Giusto Utens, Museo di Firenze com'era

La Villa Medicea La Magia ou Villa La Màgia est une villa médicéenne qui se situe au centre de Quarrata en province de Pistoia, 63 Via Vecchia Fiorentina.

## Histoire
Sur une base datant du  Trecento, construite par la famille pistoiese des Panciatichi, sur un versant nord du Montalbano du val  de l'Ombrone.
La propriété est passée aux Médicis en  1583, car elle intéressait François Ier de Médicis qui désirait augmenter ses possessions  terriennes  locales de son territoire de chasse déjà installées autour du Monte Albano avec ses villas de Poggio a Caiano, d'Artimino, de l'Ambrogiana et de Montevettolini.
Elle fut restructurée par Bernardo Buontalenti, architecte de la cour, dans le respect de style des autres villas. L'édifice de base avec son plan quadrangulaire, a été complété de  deux corps adjacents aux deux angles diamétralement opposés. Sans jardin mais entourée d'un vaste parc, elle a été en partie  absorbée par l'extension urbaine de Quarrata.
Ainsi son lac  lac encadré de murailles et pourvu d'une hutte de chasse, est aujourd'hui comblé.
En 1585, les travaux de transformation ont été achevés. Ferdinand Ier de Médicis la destina ensuite à Don Antonio en 1645, fils illégitime de son frère Francois et de Bianca Capello. Par la suite Ferdinand II de Médicis l'a vendue à Pandolfo Attavanti, qui transforma ce qui était un pavillon de chasse en villa véritable, avec un jardin à l'italienne avec des massifs géométriques et desparterres, et les décorations à  fresque exécutées par Giovanni Domenico Ferretti en 1715.
En 1752, la villa passa à la famille Ricasoli, ensuite en 1766 aux Amati, jusqu'à  l'achat récent par la commune de Quarrata, qui entreprit une œuvre de restauration pour l'ouvrir au public.

## Sources
- (it) Cet article est partiellement ou en totalité issu de l’article de Wikipédia en italien intitulé « Villa La Magia » (voir la liste des auteurs).